# STS-72
STS-72 — космічний політ шатла «Індевор» за програмою «Спейс Шаттл».

## Екіпаж

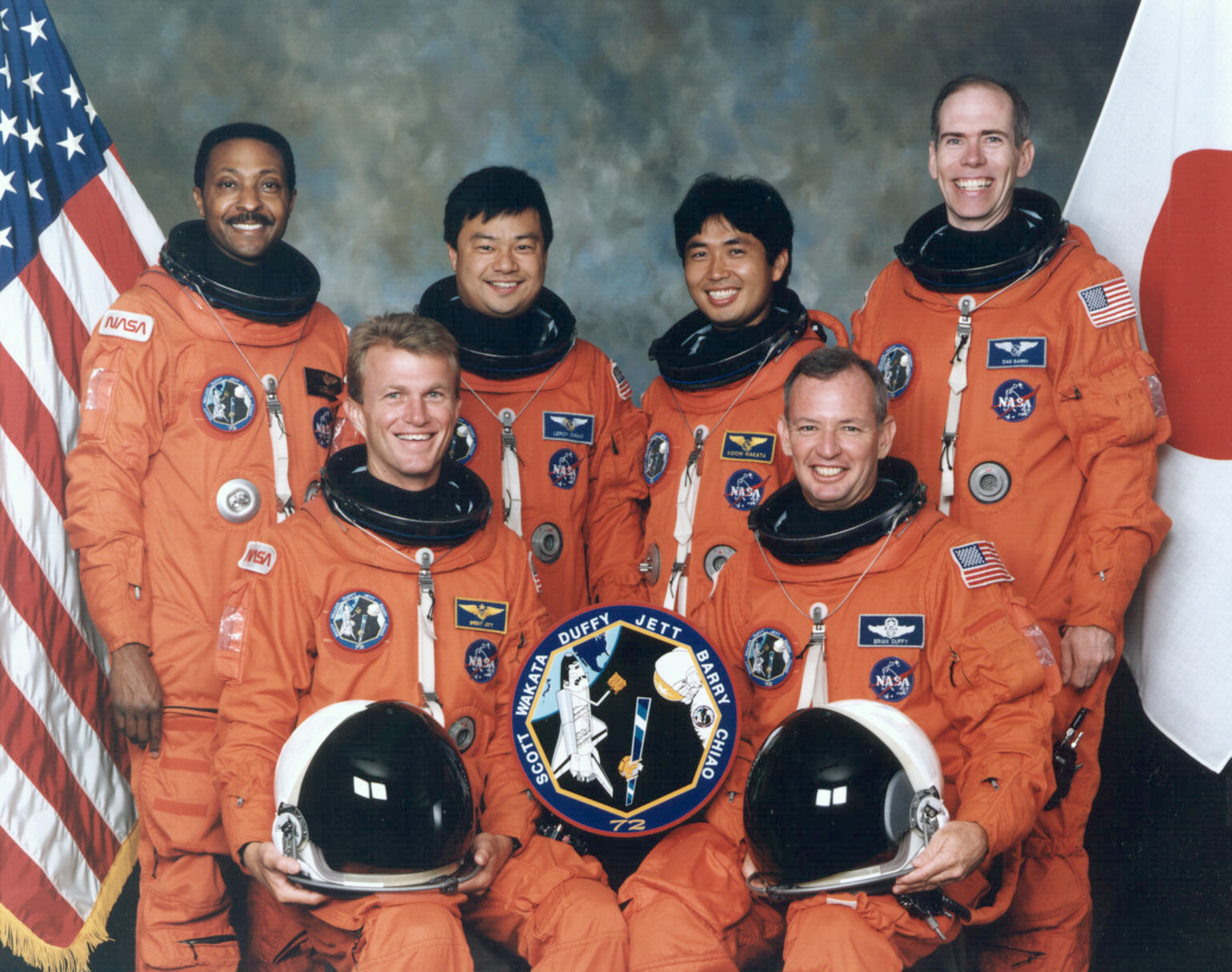
Екіпаж STS-72: Зліва направо — Сидять: Джетт, Даффі; Стоять: Скотт, Чиао, Ваката, Баррі

- Браян Даффі (англ. Brian Duffy) (3) — командир
- Джетт Брент (1) — пілот
- Лерой Чіао (2) — фахівець місії
- Даніель Баррі (1) — фахівець місії
- Уїнстон Скотт (1) — фахівець місії
- Коїті Ваката (1) — фахівець місії

## Виходи у відкритий космос
- Вихід 1 — Чиао і Баррі
- Початок: 15 січня 1996 року — 5:35 UTC
- Закінчення: 15 січня — 11:44 UTC
- Тривалість: 6:00 09 хвилин

- Вихід 2 — Чиао і Скотт
- Початок: 17 січня 1996 року — 5:40 UTC
- Закінчення: 17 січня — 12:34 UTC
- Тривалість: 6:00 54 хвилин

## Опис польоту
Основним завданням місії було захоплення на орбіті і повернення на Землю японського дослідницького супутника — Space Flyer Unit (SFU). Супутник SFU (вага: 3.577 кг) був запущений з японського космодрому Танегасіма, ракетою — H — II, 18 березня 1995 року.
На третій день польоту «Індевора», супутник SFU був захоплений краном-роботом і поміщений у вантажний відсік шатлу. Краном-роботом керував японський астронавт Коїті Ваката.
Був розгорнутий і випущений у вільний політ науково-дослідний супутник — OAST — Flyer (Office of Aeronautics and Space Technology Flyer). Цей супутник перебував у автономному польоті, приблизно 50 годин, і віддалявся від «Індевора» на відстань до 72 км. Потім цей супутник був захоплений роботом-краном і знову поміщений у вантажний відсік «Індевора».
Були здійснені два виходи у відкритий космос. Мета виходів — підготовка до складання на орбіті Міжнародної космічної станції. Під час першого виходу, астронавти Чиао і Баррі проводили різні технологічні експерименти з електричними і гідравлічними лініями. У другому виході брали участь астронавти Чиао і Скотт, які також проводили технологічні експерименти. Астронавт Скотт випробовував системи терморегулювання свого скафандра в особливо жорстких умовах (за температури до −75 °C).
Проводилися дослідження озонового шару атмосфери. Проводилися роботи по точному вимірюванню висоти польоту шатла над поверхнею Землі.
Проводилися також медичні і біологічні дослідження.

## Галерея

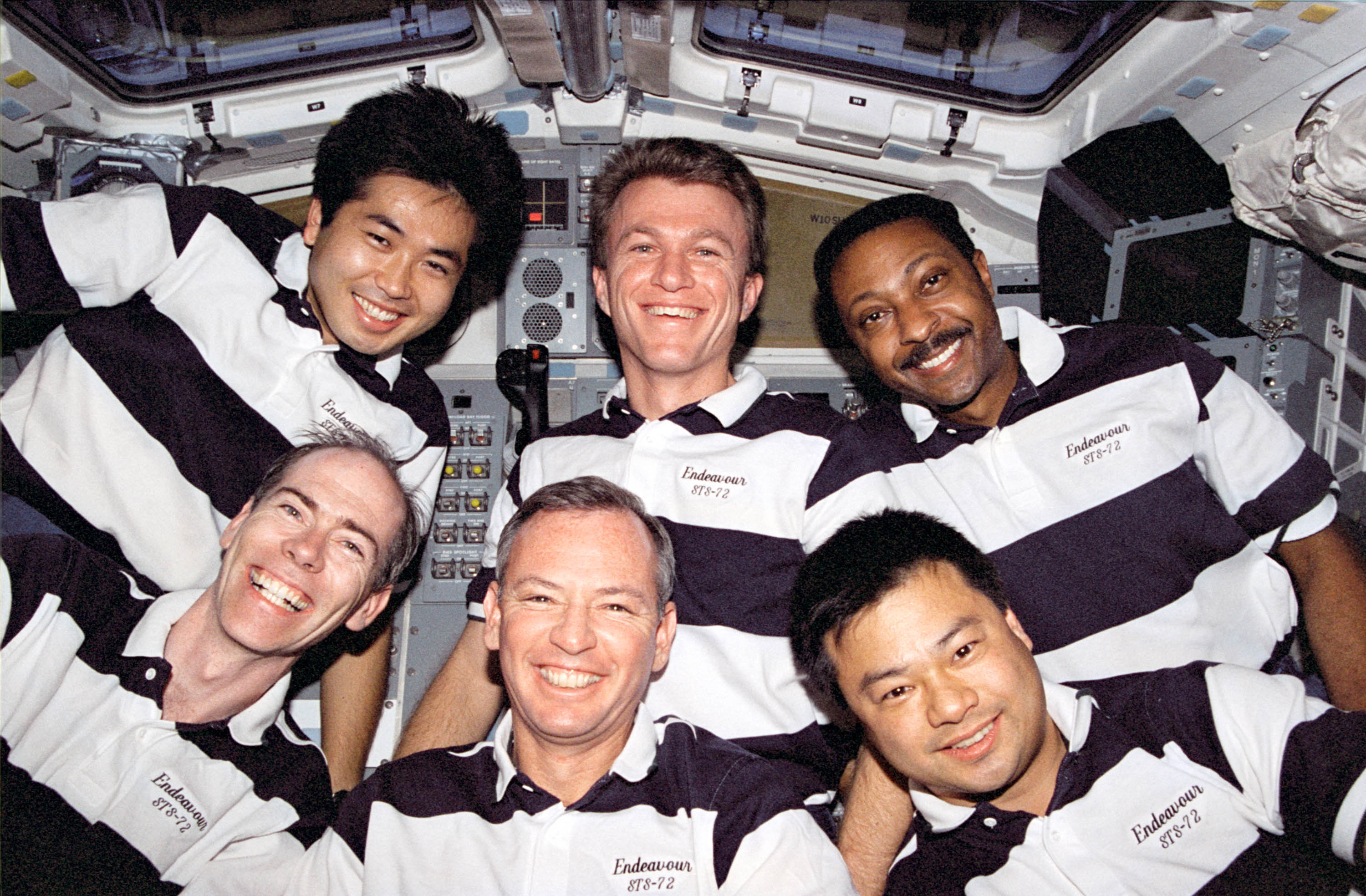
Традиційний портрет польоту екіпажу.
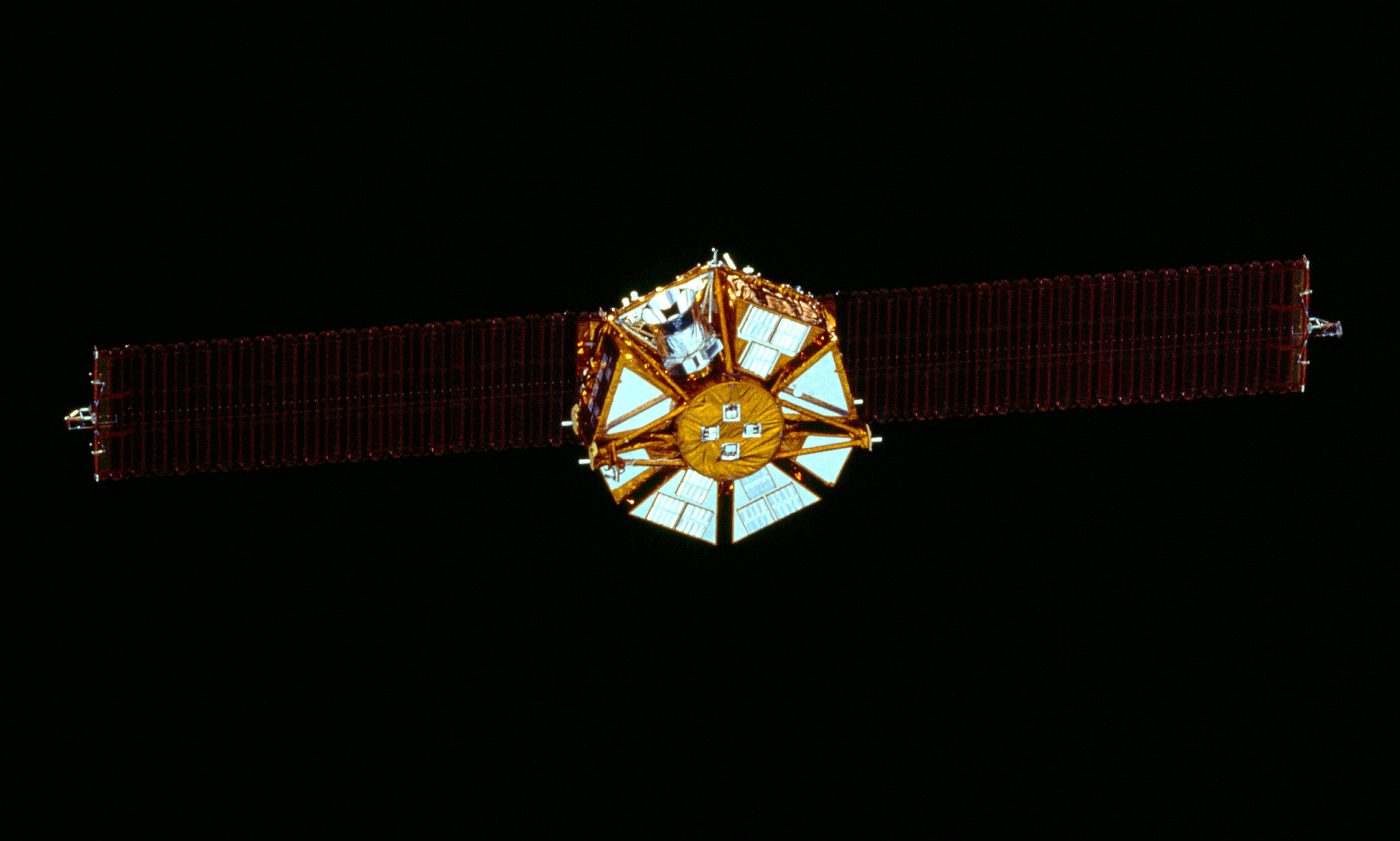
Космічний літальний групи по підходу.
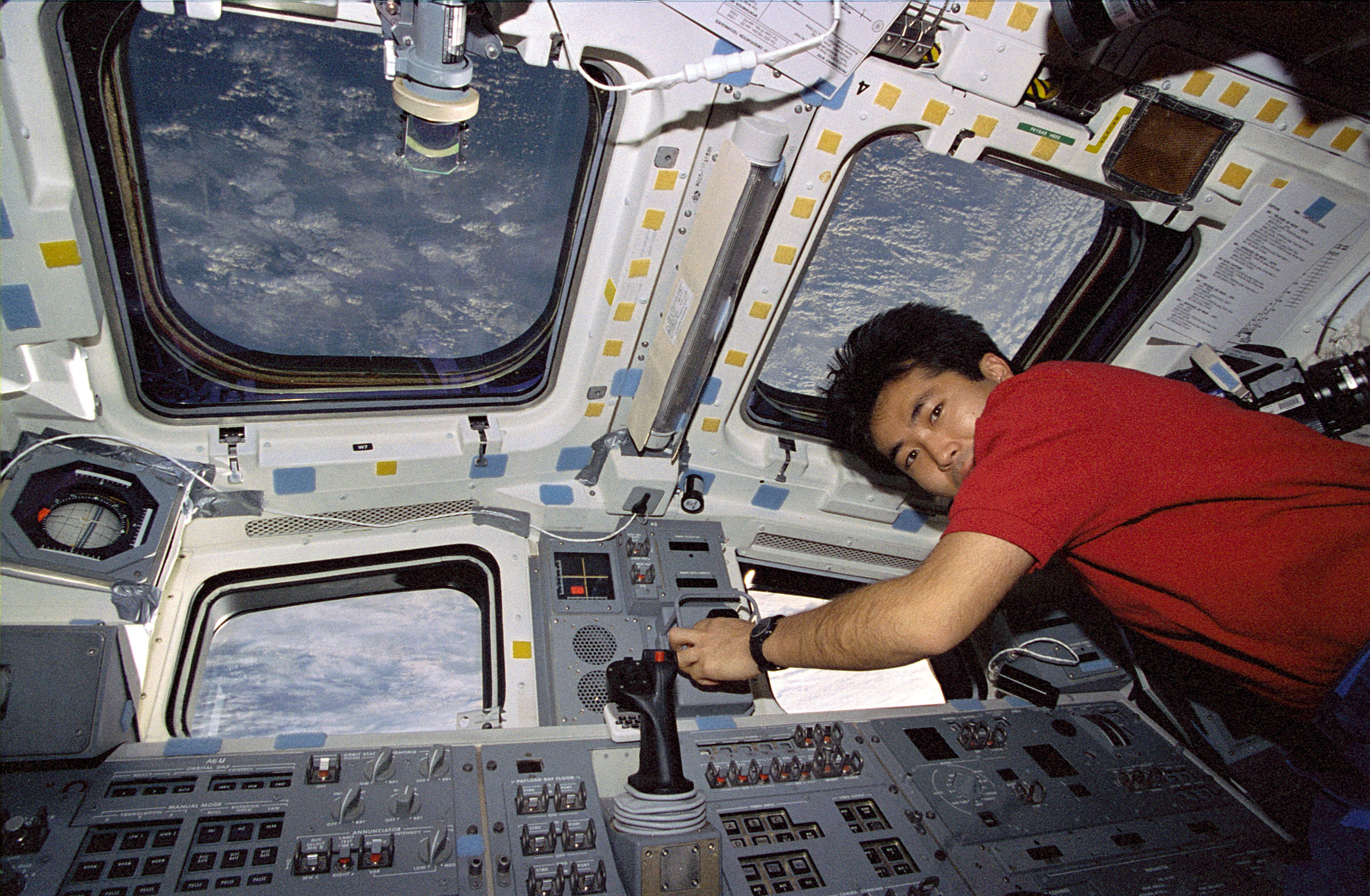
MS Коічі Ваката на польотній палубі.
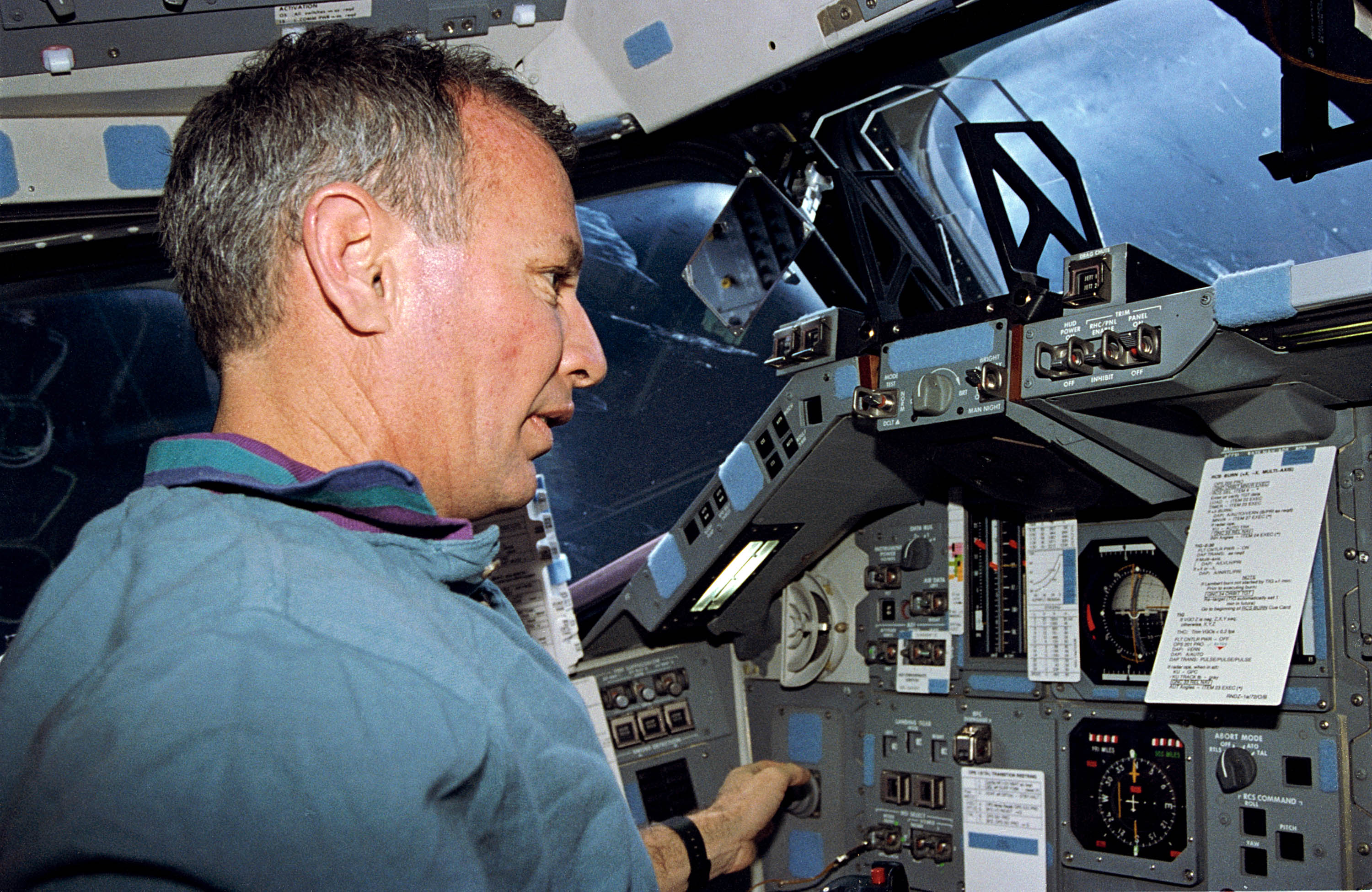
STS-72 командувач Даффі.
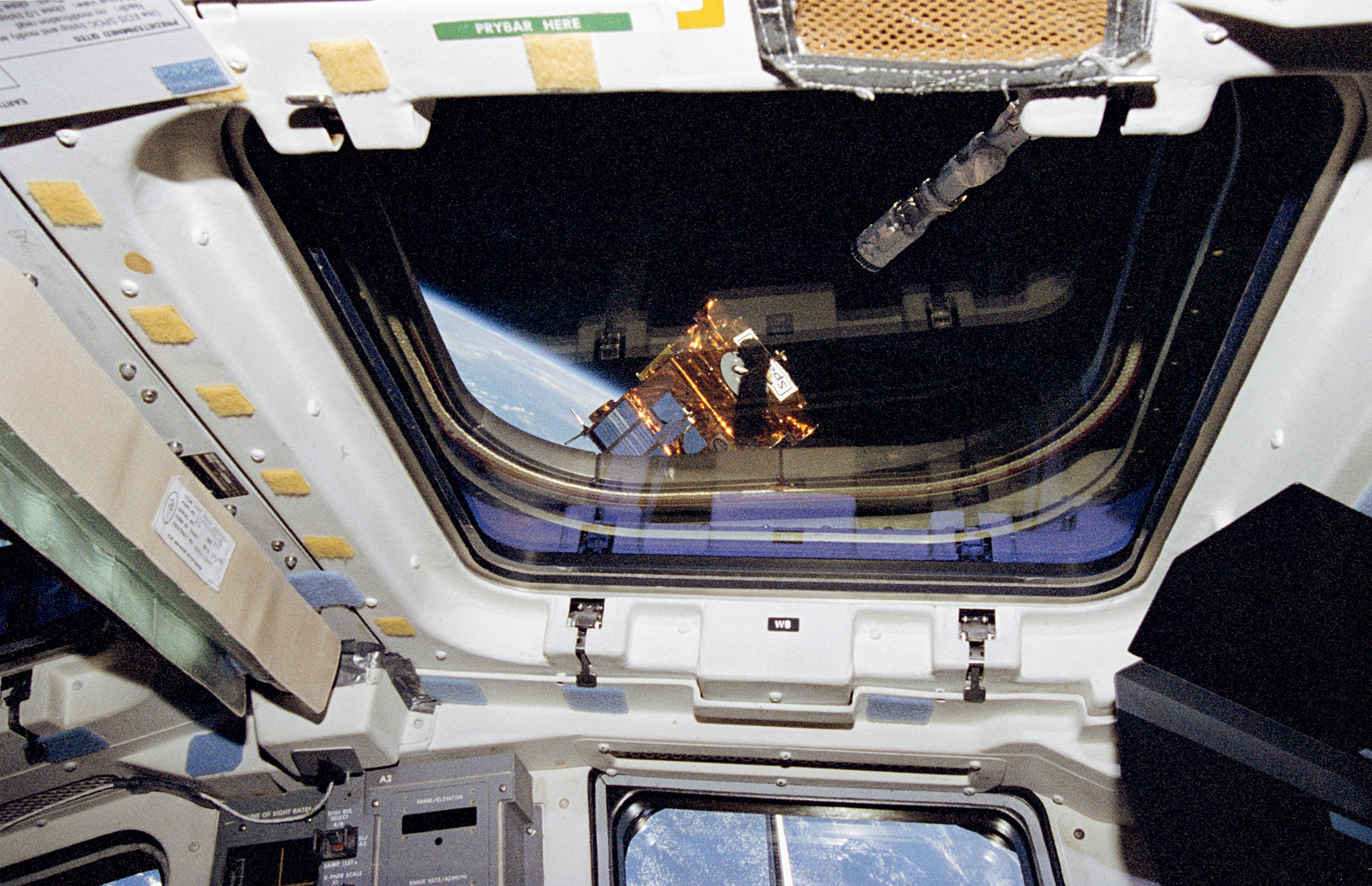
спартанських видимі з вікон.
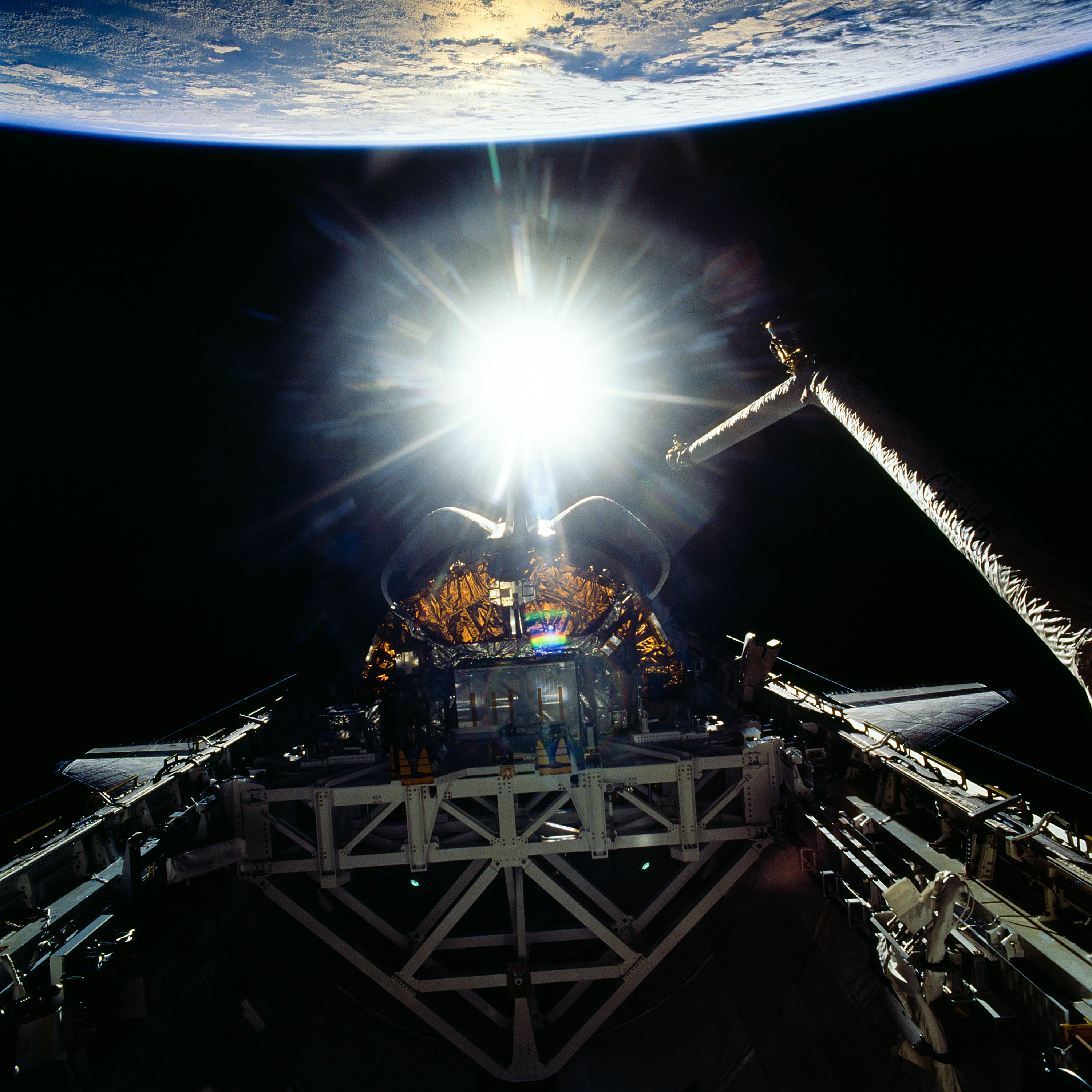
Сонце над Індевором.
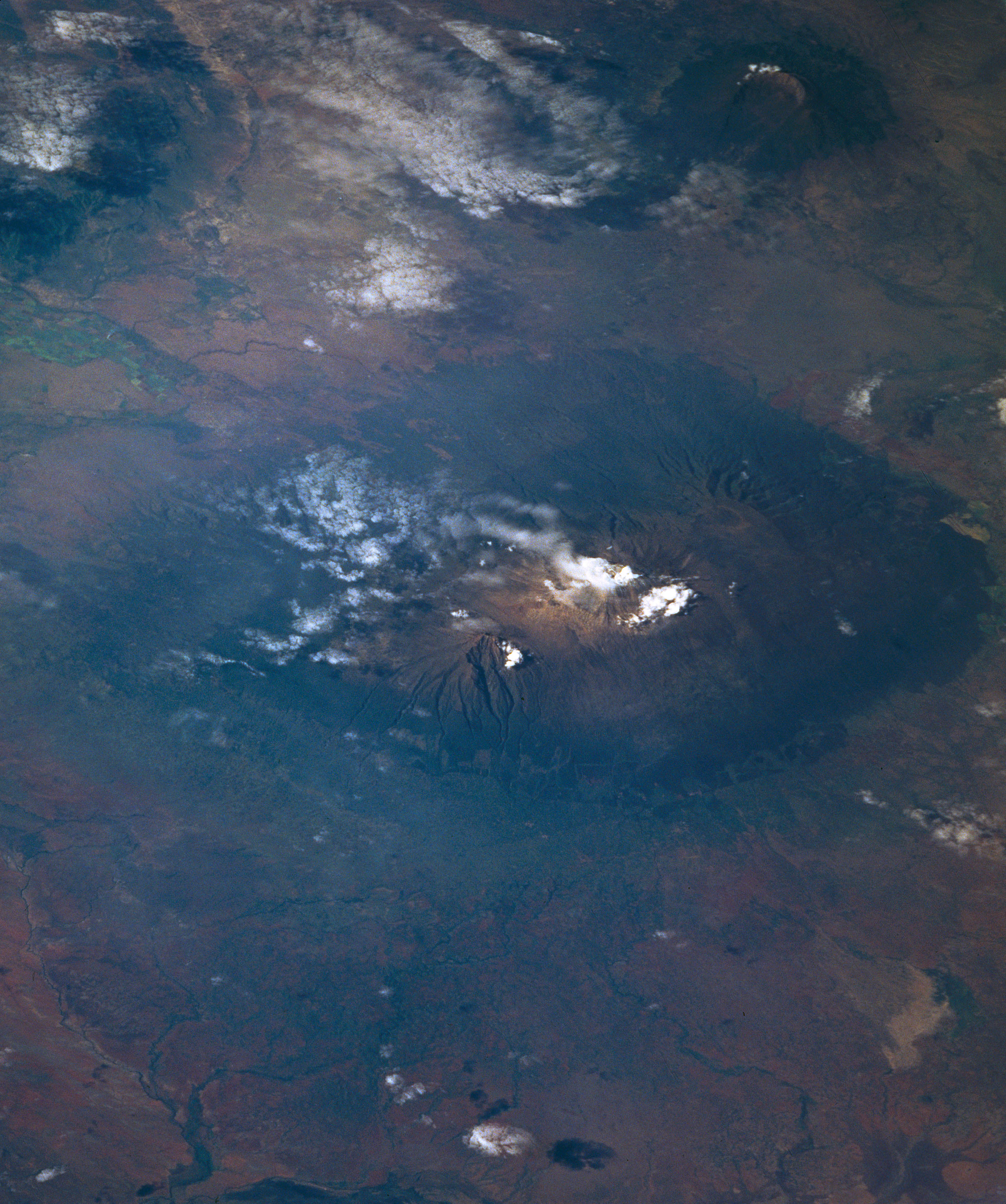
Кіліманджаро з орбіти.
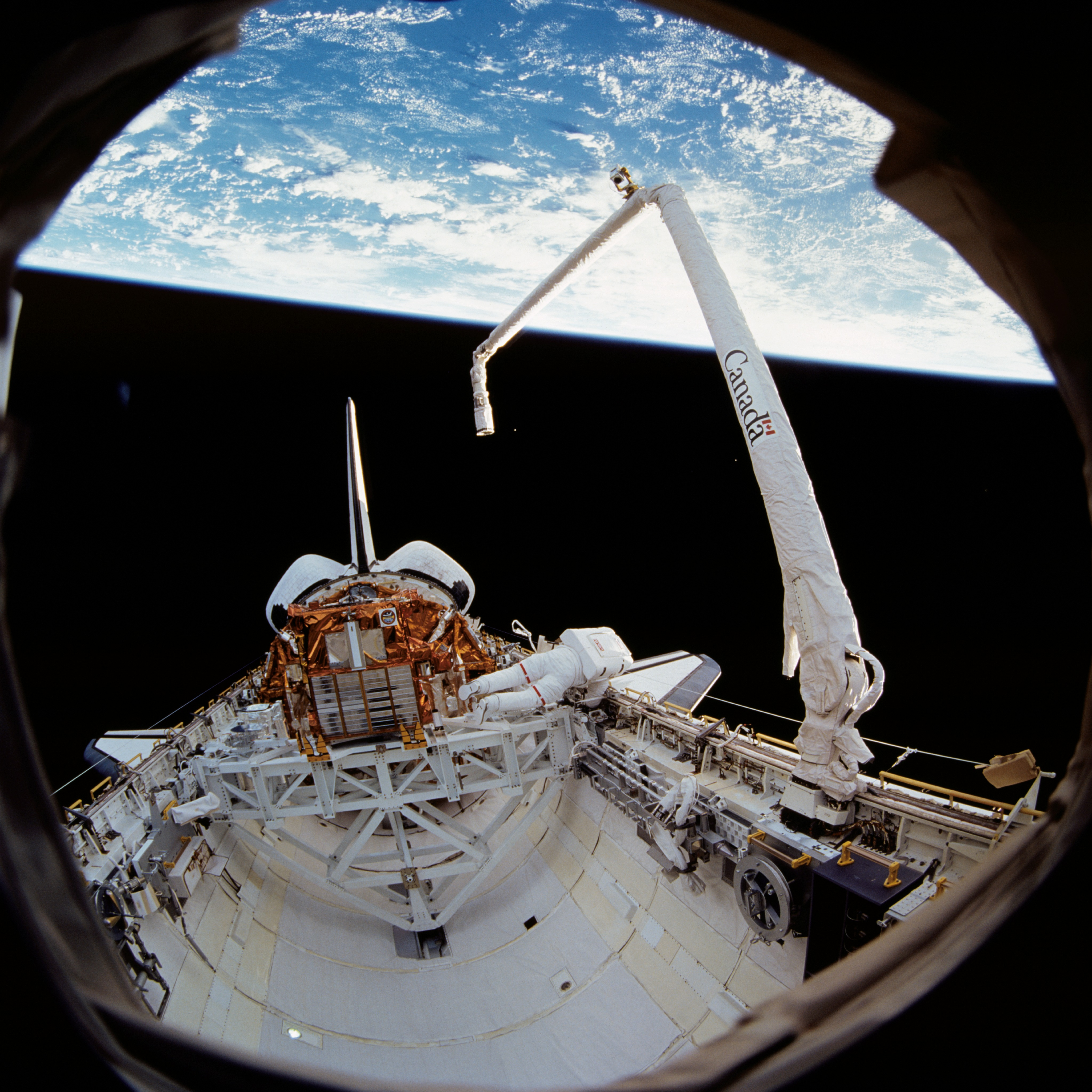
Уїнстон Скотт під час виходу у відкритий космос 2.
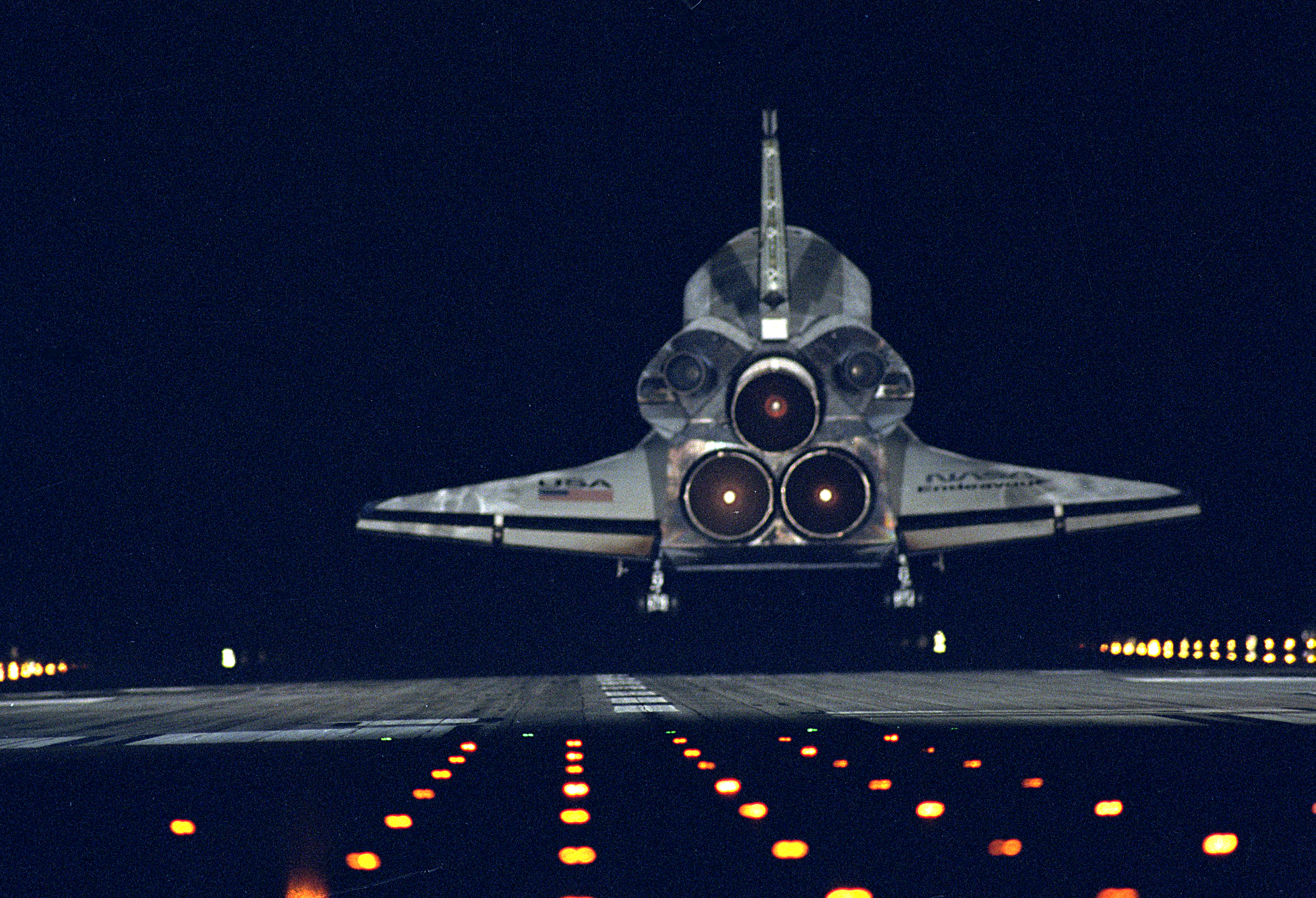
Шатл Індевор приземляється після успішного польоту.